# 日本航空輸送

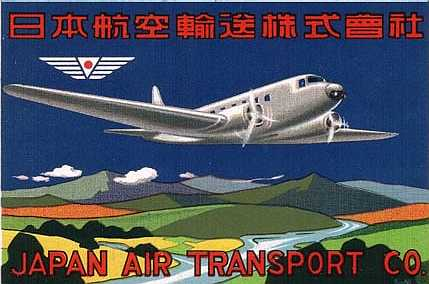
手荷物用のラベル

日本航空輸送株式会社（にほんこうくうゆそう、英語名：Japan Air Transport）は、1928年（昭和3年）から1938年（昭和13年）まで存在した日本の航空会社である。

## 概要
1928年（昭和3年）10月、日本の民間航空輸送を一手に担う航空会社として政府主導で設立された。内地のほか、台湾、朝鮮、関東州、満洲国、中華民国へも航空路線を運航したが、1938年（昭和13年）12月に特殊法人大日本航空株式会社へ改組された。

## 沿革

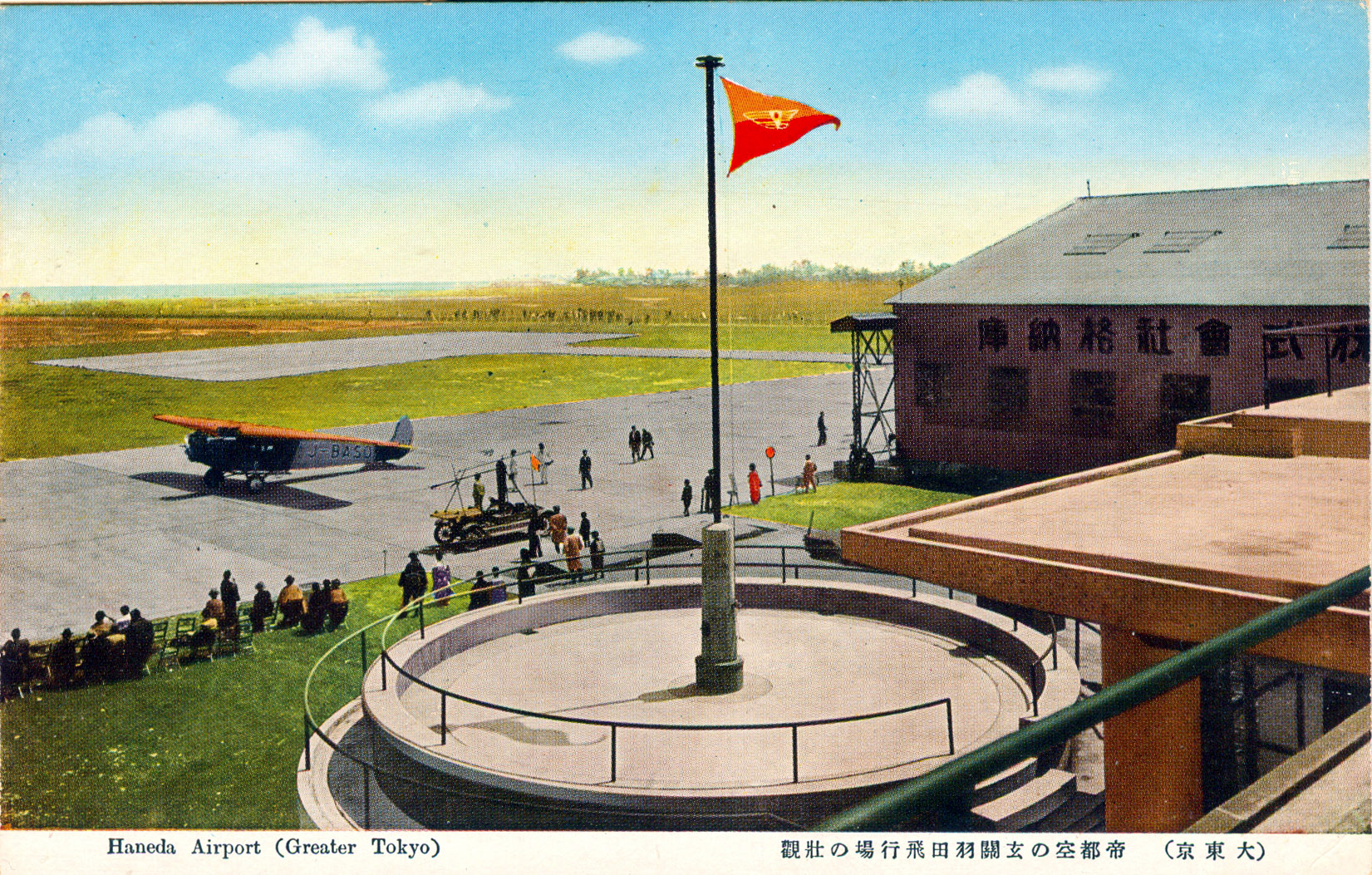
羽田空港に駐機する日本航空輸送のフォッカー・スーパー・ユニバーサル

第一次世界大戦によって航空技術は急速に進歩し、欧米では戦争終結直後から一般向けの定期航空輸送が行われるようになった。一方、当時の日本に存在した民間航空3社（東西定期航空会、日本航空株式会社（現存の同名企業とは無関係）、日本航空輸送研究所）はいずれも小規模で営業成績も良いものではなく、将来性は見込めなかった。そこで、政府支援のもと日本の民間航空輸送事業を統括する大規模航空会社を設立することになった。渋沢栄一や井上準之助などの大物実業家の協力を得て会社の設立作業が進められ、1928年（昭和3年）10月20日に逓信省航空局所管の航空会社として日本航空輸送株式会社が発足する。
日本航空輸送は日本の民間航空輸送を独占する企業として設立されたため、政府は既存の民間航空3社に対して日本航空輸送への合流を求めた。3社のうち東西定期航空会と日本航空株式会社の2社は合流に同意し、1929年（昭和4年）3月31日、日本航空輸送に無償吸収合併された。残る日本航空輸送研究所は合流を拒否し、最終的に政府が妥協して短距離路線に限り日本航空輸送以外の航空会社による運航を認めることになって運航を継続した。
日本航空輸送による営業運航は1929年（昭和4年）4月から始まり、陸軍から払い下げられた乙式一型偵察機（サルムソン2）18機によって、東京 - 大阪間週12往復の郵便・貨物輸送を行った。同年7月には東京 - 大阪 - 福岡間で、9月には福岡 - 蔚山 - 京城 - 平壌 - 大連間で旅客輸送を開始している。
1929年（昭和4年）7月に開設された東京 - 大阪間の航路は料金35円、平均搭乗時間約3時間だった。
当初、東京の拠点は立川飛行場であったが、1931年（昭和6年）に羽田飛行場に移転した。
日本国内各都市への就航も進み、東京 - 富山間を皮切りに大阪 - 富山間、東京 - 新潟間、大阪 - 鳥取 - 島根間、大阪 - 徳島 - 高知間、東京 - 仙台 - 青森 - 札幌間といった路線が新設された。後には台湾への就航も行っている。日本を代表する航空会社として設立された日本航空輸送であったが、当初は需要も少なく経営は不安定で、収入のほとんどを政府からの補助金に頼っていた。しかし、満州事変や日中戦争が発生し、大陸における日本の勢力圏が拡大すると状況は一変する。内地と大陸の間の輸送需要は急増し、満州国や中国各地に向かう路線が新設された。これらの路線は軍による利用が中心で、運航経費も軍が負担したために日本航空輸送の経営は好転。搭乗率も上昇して満席が続くようになり、機材や航空施設の整備が進められていく。1938年（昭和13年）にはのべ32万3000人が利用し、この年の全世界における航空輸送量の2.6%を占めるまでになった。
日中戦争以降、満州国を含む中国大陸へ向かう航空路の軍事的重要性が更に高まったことから、民間航空輸送の統合政策のもと、日本航空輸送は国際航空株式会社と合併し、1938年（昭和13年）12月に特殊会社である大日本航空に改組された。日本航空輸送が運航していた路線や機材は大日本航空に引き継がれている。

## 航空路
東京-大阪（週12往復）、大阪-福岡（週陸6往復水3往復）、福岡-蔚山（週3往復）、蔚山-京城（週6往復）、京城-平壌（週6往復）、平壌-大連（週3往復）
- 『東洋経済株式会社年鑑. 第10回(昭和7年版)』（国立国会図書館デジタルコレクション）

## 役員・大株主
- 会長大谷登[3]、社長原邦造[4]、常務戸川政治[5]、取締役稲畑勝太郎、大橋新太郎[6]、大川平三郎、根津嘉一郎 (初代)
- 大株主 三菱航空機、三井合名、瀬尾喜兵衛[7]、安田保善社、住友合資、瀬尾喜一郎[7]
- 『東洋経済株式会社年鑑. 第10回(昭和7年版)』（国立国会図書館デジタルコレクション）

## 運航機材
- 乙式一型偵察機（サルムソン2）
- フォッカー スーパーユニバーサル
- フォッカー F.VIIb/3m
- Do J
- 中島P-1
- 中島AT-2
- エアスピード エンボイ
- ビーチクラフト スタッガーウィング C-17E
- ダグラス DC-2
- ダグラス DC-3
- ロッキード L-14 スーパーエレクトラ

ほか、小型機

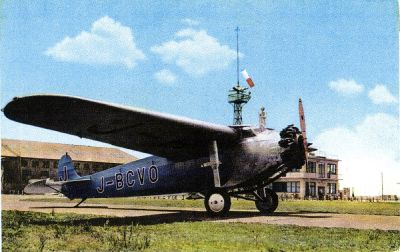
フォッカー・スーパー・ユニバーサル
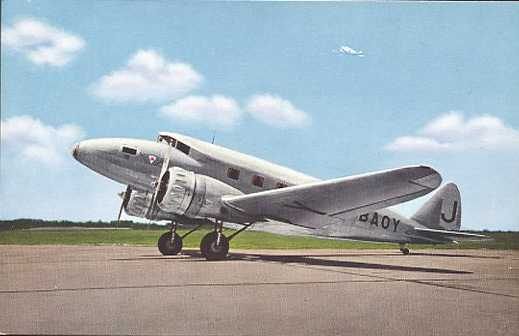
中島AT-2